# Luis Eduardo González (obispo)
Luis Eduardo González Cedrés (Montevideo, 15 de enero de 1972) es un sacerdote uruguayo y prelado de la Iglesia Católica, actualmente es el IV obispo de Mercedes, desde el 26 de septiembre del 2023.

## Datos biográficos
Nació el 15 de enero de 1972 en Montevideo. Vivió su infancia y adolescencia, junto a su familia, en Gregorio Aznárez, una pequeña localidad del departamento de Maldonado. Más adelante, terminados sus estudios secundarios, se trasladó a Montevideo para comenzar su formación universitaria. Se graduó como ingeniero en sistemas por la Universidad ORT del Uruguay. 
Ingresó al Seminario Interdiocesano Cristo Rey por la diócesis de Maldonado-Punta del Este, realizando sus estudios filosóficos y teológicos en la Facultad de Teología Mons. Mariano Soler. Obtuvo el título de bachiller en Teología. 

## Vida sacerdotal y episcopal
Su ordenación diaconal fue el 12 de octubre de 2008, y el 18 de abril de 2009 recibió la ordenación sacerdotal.
En la diócesis de Maldonado-Punta del Este se desempeñó como asesor de Pastoral Juvenil (2009-2012), asesor de Pastoral Vocacional (2009-2016) y secretario canciller (2009-2014). Entre setiembre de 2010 y junio de 2018, se desempeñó como administrador parroquial de la parroquia Ntra. Sra. del Rosario en la Barra de Maldonado. En enero de 2014 asumió como vicario general de la diócesis de Maldonado- Punta del Este, tarea que llevó adelante hasta junio de 2018.
Desde 2013 se desempeña, además, en el Seminario Interdiocesano Cristo Rey, donde se forman los futuros sacerdotes. Fue formador en la etapa de introductorio y acompañante espiritual hasta diciembre de 2016, cuando fue designado rector.
El Papa Francisco lo nombró obispo auxiliar de Montevideo el 11 de mayo de 2018. Su ordenación episcopal fue el 17 de junio del mismo año, en una ceremonia donde concelebraron todos los obispos del país. Es el miembro más joven de la Conferencia Episcopal del Uruguay.

### Obispo de Mercedes
El Papa Francisco lo nombró como el IV obispo de Mercedes el 26 de septiembre del 2023; se prevé que tome cargo del mismo el 26 de noviembre del presente año.